# 적중과 비적중 변환

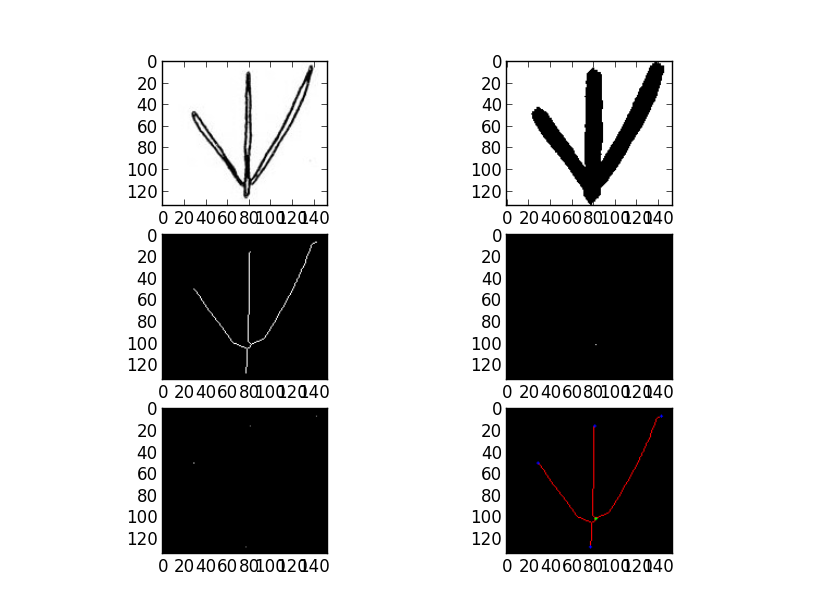
이진화 적중과 비적중 변환과 가지점과 끝점 검출

수학적 형태학에서 적중과 비적중 변환(영어: hit-or-miss transform)은 형태학적 침식 연산자와 서로소 구조적 요소 쌍을 사용하여 이진 이미지의 주어진 구성(또는 무늬)을 감지하는 연산이다. 적중과 비적중 변환의 결과는 첫번째 구조적 요소가 입력 이미지의 전경에 완전히 맞고 두 번째 구조적 요소가 완전히 맞지 않는 위치들의 집합이다.

## 수학적 정의
이진 형태학에서, 이미지는 d차원 유클리드 공간 {\displaystyle \mathbb {R} ^{d}}이나 정수 격자 {\displaystyle \mathbb {Z} ^{d}}의 부분집합으로 볼 수 있다. 여기서는 공간이나 격자를 E로 표기한다.
구조적 요소는 이진 이미지로 표현된 단순하고 미리 정의된 모양으로, 침식, 팽창, 열기, 그리고 닫기 같은 형태학적 연산에서 다른 이진 이미지를 탐색하는데 사용된다.
{\displaystyle C}와 {\displaystyle D}를 {\displaystyle C\cap D=\emptyset }인 두 구조적 요소로 두자. 이 (C,D)쌍은 종종 합성 구조적 요소(composite structuring element)라고 불린다. B=(C,D)에 의한 주어진 이미지 A의 적중과 비적중 변환은 다음과 같다:
{\displaystyle A\odot B=(A\ominus C)\cap (A^{c}\ominus D)},
여기서 {\displaystyle A^{c}}는 A의 여집합을 의미한다.
즉, E에 있는 점 x는 C를 x로 이동 시켰을 때 A와 맞고 D를 이동시키면 맞지 않는 (A의 배경에 맞는)점일 때, 적중과 비적중 변환의 결과에 있다.

## 일부 적용

### 얇게하기
{\displaystyle E=\mathbb {Z} ^{2}}로 두고, 다음으로 구성된 합성 구조적 요소 여덟 개를 고려하자:
{\displaystyle C_{1}=\{(0,0),(-1,-1),(0,-1),(1,-1)\}} and {\displaystyle D_{1}=\{(-1,1),(0,1),(1,1)\}},
{\displaystyle C_{2}=\{(-1,0),(0,0),(-1,-1),(0,-1)\}} and {\displaystyle D_{2}=\{(0,1),(1,1),(1,0)\}}
그리고 각각을 90°, 180°, 그리고 270°로 회전시킨 것이다. 대응하는 합성 구조적 요소는 {\displaystyle B_{1},\ldots ,B_{8}}로 표기한다.
모든 1에서 8까지의 i와, 이진 이미지 X에 대해서, 다음을 정의하자:
{\displaystyle X\otimes B_{i}=X\setminus (X\odot B_{i}),}
이 때, {\displaystyle \setminus }는 차집합을 의미한다.
이미지 A의 얇게하기는 수렴할 때까지 주기적 반복을 통해 얻어진다:
{\displaystyle A\otimes B_{1}\otimes B_{2}\otimes \ldots \otimes B_{8}\otimes B_{1}\otimes B_{2}\otimes \ldots }

### 다른 적용
- 패턴 검출. 정의에 의하면, 적중과 비적중 변환은 (합성 구조적 요소 B로 특정된) 특정한 무늬가 입력 이미지에서 나타나는지를 가리킨다.
- 가지치기. 적중과 비적중 변환은 선의 끝점을 인식해서 필요없는 가지를 제거하도록 선이 줄어들게 할 수 있다.
- 오일러 지표 계산.

## 서지학
- An Introduction to Morphological Image Processing by Edward R. Dougherty, ISBN 0-8194-0845-X (1992)